# Länsväg 154
De Zweedse weg 154 (Zweeds: Länsväg 154) is een provinciale weg in de provincies Hallands län en Västra Götalands län in Zweden en is circa 96 kilometer lang. De weg ligt in het zuiden van Zweden.

## Plaatsen langs de weg
- Falkenberg
- Vinberg
- Bergagård
- Ullared
- Älvsered
- Överlida
- Holsljunga
- Svenljunga
- Sexdrega
- Hillared

## Knooppunten
- E6/E20 bij Falkenberg
- Länsväg 153 bij Ullared
- Länsväg 156 bij Svenljunga
- Riksväg 27 bij Hillared